# Someone out there
Someone out there is een single van The Flirtations. Het was in de Verenigde Staten hun enige single voor het platenlabel Parrot, dat toen ook Tom Jones in haar stal had. Het was dus logisch dat The Flirtations met die zanger een aantal concerten gaf in het najaar van 1968. In Nederland verscheen Someone out there op Deram Records. Someone out there werd elders geen grote hit, maar wist wel de Nederlandse hitparade te halen. Someone out there verscheen in 1969 op hun elpee Sounds like the flirtations, waarvan alle nummers door hun muziekproducenten waren geschreven, behalve dit nummer.
Candy and the Kisses brachten hetzelfde nummer in november 1968 uit als B-kant van Chains of love.

## Hitnotering

### Nederlandse Top 40
| Positie: | 40 | 33 | 25 | 29 | uit |

### NPO Radio 2 Top 2000
| Nummer met noteringen in de NPO Radio 2 Top 2000 | '00  | '01  |
| ------------------------------------------------ | ---- | ---- |
| Someone Out There                                | 1978 | 1867 |

1. ↑  Een vetgedrukt getal geeft de hoogste notering aan.
2. ↑  2000 was het eerste jaar met een notering voor dit nummer.
3. ↑  Deze tabel is bijgewerkt tot en met de laatste editie (2024).